# Unterpreppach
Unterpreppach ist ein Gemeindeteil der Stadt Ebern im unterfränkischen Landkreis Haßberge in Bayern.

## Geographie
Das Kirchdorf  liegt westlich von Ebern in einem Seitental der Baunach, direkt an der Staatsstraße 2278, der Hauptverbindung zwischen Ebern und der etwa 25 Kilometer entfernten Kreisstadt Haßfurt.
Die Burgruine Rauheneck, ein Ausflugsort, thront nordwestlich der Ortschaft auf dem 430 Meter hohen „Haubeberg“.

## Geschichte
Der Ortsname bedeutet „Am breiten Bach“ und bezieht sich auf das breitere Tal eines Gewässers. In Verbindung mit einem markanten Punkt in der Umgebung trat der Zusatz Nieder- und im Laufes des 16. Jahrhunderts Unter- hinzu. Die erste Erwähnung war 1232 in der Teilungsurkunde des Würzburger Fürstbischofs Hermann, in der Ebern von der Pfarrei Pfarrweisach getrennt wurde und Breitbach zu Ebern kam.
Die politische Gemeinde wurde im Jahr 1818 gegründet. Ruppach, Vorbach und Reutersbrunn gehörten damals dazu, bevor Vorbach (1821), Reutersbrunn (1828) selbstständige Gemeinden wurden. 
Insgesamt gab es damals 51 Familien mit 197 Einwohnern.
Im Jahr 2015 zählte Unterpreppach etwa 500 Einwohner. Der Ort gehört seit 1972 als größter Stadtteil zu Ebern.

### Aktive Vereine in Unterpeppach
- Ortsvereine Unterpreppach e. V.
- Kolpingfamilie Unterpreppach
- Obst- und Gartenbauverein Unterpreppach
- Freiwillige Feuerwehr Unterpreppach
- Kameraden- und Reservistenvereinigung Unterpreppach
- KSV Waldeck Unterpreppach
- Jugendblaskapelle Unterpreppach
- Sportfreunde Unterpreppach 1968 e. V.

## Wappen
Das Ortswappen wurde 1998 von Kreisheimatpfleger Günter Lipp entworfen:
Wappenbeschreibung (Blasonierung):
Goldenes Schild, das obere Drittel wellenförmig getrennt in Blau (für den alten Namen Unter-Breitbach „Unter dem breiten Bach“). Mittig eine wehende rote Standarte (als Hinweis auf frühere Wallfahrten), mit weißem Kreuz (rot-weiß für Franken), am Rand je drei Lindenblätter (die Blätter stehen für die drei alten Preppacher Ortsteile Vorderdorf, Oberdorf, Sandhof und drei neue Ortsteile, die Siedlungen Nägeleinsberg, Sonnenleite und Sümpflein).